# Галобактерии
Галобактерии, или Галоархеи (лат. Halobacteria), — класс архей. Выделяют 20 родов галобактерий.
Галобактерии живут в солёных отложениях (концентрация NaCl не ниже 1,5 моль/л) в Мёртвом море, в Большом Солёном озере, соляных озёрах на юге России, а также в содовых озёрах Азии и Африки, в других щелочных водоёмах. Питаются за счёт фотосинтеза. Этому классу архей присущ особый тип фотосинтеза, который не связан с хлорофиллами или бактериохлорофиллами. Имеют клеточную стенку, построенную из белка.

## Научная классификацияКарла Вёзе
| Домен | Царство | Тип         | Класс        |
| Археи | Археи   | Эвриархеоты | Галобактерии |

Порядок Halobacteriaceae
- Семейство Halobacteriaceae
  - Род Halobacterium
  - Род Halococcus
  - Род Haloarcula
  - Род Natrococcus
  - Род Natrobacterium

## Научная классификацияКавалье Смита
| Домен      | Царство | Тип         | Класс        |
| Прокариоты | Археи   | Эвриархеоты | Галобактерии |

Порядок Halobacteriaceae
- Семейство Halobacteriaceae
  - Род Halobacterium
  - Род Halococcus
  - Род Haloarcula
  - Род Natrococcus
  - Род Natrobacterium

Всего семейство включает 21 валидный род.